# Miconia kriegeriana
Miconia kriegeriana är en tvåhjärtbladig växtart som beskrevs av José Fernando Andrade Baumgratz och Chiaveg.. Miconia kriegeriana ingår i släktet Miconia och familjen Melastomataceae. Inga underarter finns listade i Catalogue of Life.